# Maties I de Nantes
Maties I de Nantes fou comte de Nantes de 1038 a 1051. Era el fill i successor del comte Budic de Nantes.
A la mort del comte Budic el 1038 el va succeir el seu fill Maties. El bisbe de Nantes Gautier II (1005-15 d'octubre de 1041) que fou nomenat pel comte de Rennes Jofré I va aprofitar la joventut i inexperiència del nou comte Maties, per fer nomenar al seu propi fill, també anomenat Budic, que havia estudiat a les escoles de Saint-Martin-de-Tours, com a bisbe, amb la idea d'establir una dinastia episcopal com ja existia a Quimper et à Rennes. Hautier II va morir el 1041 i Budic va prendre possessió però el jove comte Maties li va mostrar una forta oposició, que Budic va evitar mercès a forts pagaments. Finalment el 1047 Budic fou consagrat.
En 1049 Budic fou condemnat pel Papa Lleó IX per nepotisme i simonia i va haver d'abdicar el 3 d'octubre de 1049; el va substituir el cardenal reformador Airard abat de la basñilica de Saint-Paul-hors-les-Murs a Roma. Budic va morir el 1050.
Vers el 1051 Maties I va morir sense deixar successió de la seva esposa Ermengarda i la successió va passar a la seva tia, germana del comte Budic, Judit, casada amb Alan Canhiart comte de Cornualla.